# تحسينات تكنولوجيا الطائرات المستقبلية
تحسينات تكنولوجيا الطائرات المستقبلية (بالإنجليزية: Future Aircraft Technology Enhancements)‏ هو عبارة عن برنامج لتطوير تكنولوجيات جديدة. يُشَغَّل من قبل مختبر أبحاث القوة الجوية (أي إف آر إل) (بالإنجليزية: Air Force Research Laboratory)‏، ووكالة مشاريع أبحاث الدفاع المتقدمة المعروفة أختصارا بـ داربا(DARPA). وتسمية الطائرة إكس-39 (X-39) محجوز من قبل القوات الجوية الأمريكية للاستخدام برنامج تحسينات تكنولوجيا الطائرات المستقبلية.